# Mofeta de la Patagònia
La mofeta de la Patagònia (Conepatus humboldtii) és una espècie de mofeta del gènere Conepatus nadiua d'àrees herboses obertes de les regions patagones de l'Argentina, Xile i el Paraguai.